# Гепатобластома
Гепатобласто́ма (Gepatoblastoma) — злокачественная опухоль печени, которая развивается из эмбриональной плюрипотентной закладки. Чаще встречается у грудных детей. Опухоль обычно представлена узлом беловато-желтого цвета, который прорастает ткань печени.

## Патогенез
Различают два вида гепатобластомы:
- эпителиальный (состоит только из эпителиальных клеток)
- смешанный (эпителиальный+ мезенхимальный тип)[1].

## Клиническая картина
Наиболее распространенным признаком гепатобластомы является прощупываемое или видимое опухолевое уплотнение в животе. Другие симптомы включают плохой аппетит, потерю веса, тошноту, рвоту и слабость. У небольшого числа детей появляется желтоватый оттенок кожи и белков глаз.

## Лечение
Лечение гепатобластомы предполагает хирургическое вмешательство, цель которого заключается в попытке полного удаления опухоли. Допускается удалять довольно большие части печени. Пересадка печени.